# Universidade do Estado de Minas Gerais
Die Universidade do Estado de Minas Gerais (Universität des Bundesstaates Minas Gerais, kurz: UEMG) ist eine staatliche öffentliche Hochschule, die mehr als 20 Kurse an sechs Standorten im brasilianischen Bundesstaat Minas Gerais anbietet. Die Standorte sind Belo Horizonte (Hauptsitz), Barbacena, Frutal, João Monlevade und Poços de Caldas.